# 497593 Kejimkujik
497593 Kejimkujik este o planetă minoră (asteroid) din centura de asteroizi. A fost descoperită pe 1 mai 2006 la Mauna Kea Observatories⁠(d) de Paul A. Wiegert⁠(d) și a fost numită după Kejimkujik National Park⁠(d). 
Obiectul prezintă o orbită caracterizată de o semiaxă mare de 2,8661655680884 UAi, o excentricitate de 0,031765316635232, o înclinație de 4,9259658928686 ° în raport cu ecliptica.